# Ludwig Keke

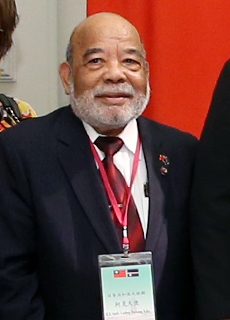
Keke w 2016 roku.

Ludwig Dowong Keke – nauruański polityk i dyplomata, lekarz.
Studiował stomatologię na Queensland University. Po powrocie do kraju zaangażował się w życie polityczne, w 1967 wchodząc w skład konstytuanty. Był współpracownikiem Hammera DeRoburta. Piastował mandat deputowanego do parlamentu, pełniąc funkcje jego wiceprzewodniczącego oraz przewodniczącego. Aktywny w służbie dyplomatycznej (w tym jako wysoki komisarz Republiki na Fidżi oraz ambasador w Republice Chińskiej).
Żonaty z Ann, ma dwóch synów: Kristiana oraz Kierena, również polityka.